# Арбузово (посёлок, Московская область)
Арбузово — посёлок в Дмитровском районе Московской области, в составе сельского поселения Синьковское. 

## Расположение
Деревня расположена в западной части района, примерно в 14 км к западу от Дмитрова, на левом берегу безымянного ручья, левого притока реки Яхрома, высота центра над уровнем моря 173 м. Ближайшие населённые пункты — Савельево на противоположном берегу ручья, Поповское на западе, Синьково и Новосиньково на севере.

## История
До 1954 года — центр Арбузовского сельсовета. В 1994—2006 годах Арбузово входило в состав Синьковского сельского округа.
Постановлением Губернатора Московской области от 21 февраля 2019 года № 75-ПГ категория населённого пункта изменена на "посёлок".

## Население
| 2002 | 2006 | 2010 |
| ---- | ---- | ---- |
| 10   | ↘8   | ↗15  |